# Edgar Gretener

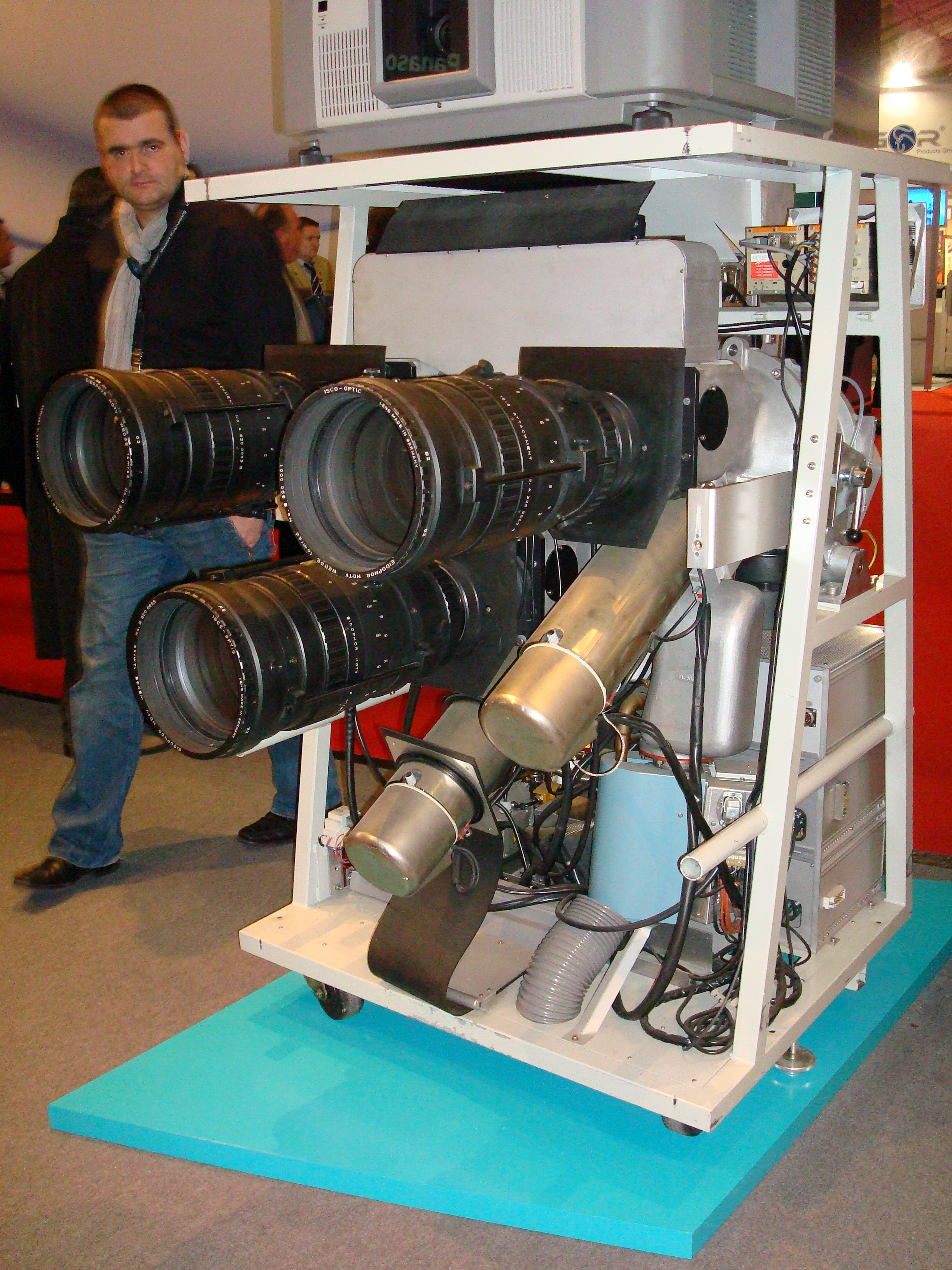
Eidophor-Projektor

Edgar Gretener (* 3. März 1902 in Luzern, heimatberechtigt in Hünenberg ZG; † 21. Oktober 1958 in Zürich) war ein Schweizer Elektroingenieur und Firmengründer.

## Leben
Gretners Vater war Josef Gretener, seine Mutter Katharina, geborene Imsand. Er war das zwölfte von 14 Geschwistern. Nach der Grundschule besuchte er die Kantonsschule Alpenquai Luzern. Dann studierte er Elektrotechnik an der ETH Zürich, erhielt 1925 das Diplom als Elektroingenieur, wurde Assistent von Karl Kuhlmann und promovierte 1929 zum Dr. sc. tech. ETH. Danach wurde er Entwicklungsleiter im Albiswerk Zürich, im Jahr 1930 kam er als Leiter der Laboratorien der Telegrafenabteilung ins Stammhaus der Siemens & Halske nach Berlin. Dort lernte er den Schweizer Elektroingenieur Fritz Fischer kennen, welcher nach seiner Berufung 1932 als Professor an der ETH Zürich Erfinder des Eidophor-Videoprojektionssystems war, welches am 8. November 1939 zum Patent angemeldet wurde. 
Gretener kehrte 1939 als Chefingenieur zum Albiswerk in Zürich zurück. Nach Beginn des Zweiten Weltkrieges folgte Gretener dem Ruf der Kriegstechnischen Abteilung der Eidgenossenschaft, einen Verschlüsselungszusatz zu Fernschreibern zu entwickeln. Zu diesem Zweck wurde 1943 mit finanzieller Hilfe seines früheren Klassenkameraden Robert Käppeli die Firma Dr. Edgar Gretener AG in Zürich-Altstetten gegründet. Das erste in diesem Rahmen entwickelte Produkt war der damals neuartige Streifenfernschreiber ETK, später mit dem Verschlüsselungszusatz Telecrypto 53. Später folgten verschiedene weitere Verschlüsselungsgeräte für unterschiedliche Einsatzarten.
Ende 1947 starb Fischer frühzeitig. Dadurch verwaiste das Eidophor-Projekt an der ETH. Gretener übernahm das Projekt zusammen mit dem Projektverantwortlichen Hugo Thiemann. Gretener war bereits Projektleiter der Entwicklung eines Eidophor-Prototyps an der Abteilung für industrielle Forschung (AfiF) gewesen. Eidophor wurde in der Folge von der Dr. Edgar Gretener AG produktionsreif gemacht und international erfolgreich vermarktet.
Nach dem Tod von Gretener im Oktober 1958 übernahm die Schweizer Chemiefirma CIBA Holding AG (wo Käppeli nun Firmenchef war) die Dr. Edgar Gretener AG und führte die Geschäfte unter dem Firmennamen Gretag AG weiter.